# Cloyd Duff
Cloyd Duff (* 16. September 1915 in Marietta, Ohio; † 12. März 2000) war ein US-amerikanischer Paukist.
Duff studierte bis 1938 am Curtis Institute bei Oscar Schwar. Danach engagierte ihn Leopold Stokowski für eine Südamerikatournee des All-American Youth Orchestra. Von 1938 bis 1942 war er Erster Paukist des Indianapolis Symphony Orchestra danach hatte er die gleiche Position bis 1981 beim Cleveland Orchestra inne. Daneben unterrichtete er hunderte Studenten am Cleveland Institute of Music, dem Oberlin Conservatory of Music, dem Baldwin-Wallace College und beim Aspen Music Festival. Nach seiner Pensionierung gab er zunächst Meisterklassen an der Colorado State University, später in den gesamten USA, Kanada, Japan, Australien und Europa. 1977 wurde er in die Hall of Fame der Percussive Arts Society aufgenommen.